# Вільний банкінг
Вільний банкінґ (англ. Free banking) — середовище, у якому відсутнє спеціальне банківське регулювання та регулятори, а до банків застосовується таке ж регулювання, як до більшості звичайних компаній або підприємств. Працюючи в такому регуляторному оточенні, банки також мають право випускати власні паперові гроші (банкноти).
У середовищі вільного банкінґу ринкові механізми природно регулюють кількість банкнот і депозитів, які можуть бути забезпечені окремо взятим касовим резервом. Такі касові резерви зберігають товари кінцевого об'єму або кількості (наприклад, золото) або штучно обмежений обсяг, випущених центробанком готівкових  фіатних грошей. Понад те, в абсолютній версії середовища вільного банкінґу, центробанк не відіграє жодної ролі й не емітує жодних грошей. Таким чином, на ринку не існує як центробанку, так і будь-якого іншого інституту, відповідального за стійкість банківської системи і грошової одиниці в звичайному розумінні цих термінів.

## Характеристики вільного банкінґу
- Конкурентна емісія валют, які підлягають погашенню їх пред'явникам, замість монополії центробанк а на емісію  фіатних грошей. Історично в цьому контексті маються на увазі банкноти (які несуть зобов'язання виплати на вимогу пред'явника банком-емітентом), що емітуються у формі паперового або металевого знака. Сучасні криптографічні та електронні технології вже дозволяють використовувати також і електронні знаки (див. електронні гроші).
- Взаємне визнання і прийом грошових знаків за номінальною вартістю різними банками один в одного; непряме погашення (кліринг) грошових знаків банків за допомогою обміну своїх валют.
- Конкуренція між банками в галузі ведення рахунків клієнтів та інших банківських сервісів і, одночасно, кооперація та співпраця банків у процесі клірингу міжбанківських платежів за допомогою клірингових організацій або уповноважених банків.
- Відсутність нав'язування державою ринків і громадянам «законних платіжних засобів», таким чином, відсутня нав'язана державою монополія своєї валюти. Будь-який суб'єкт вільний приймати або не приймати до оплати будь-яку валюту. Державний центробанк може продовжувати існувати й емітувати власну валюту, яка може бути обов'язковою для пов'язаних з державою платежів, наприклад, податків. Таким чином, державі буде невигідно використовувати інфляційні механізми для вирішення своїх проблем за рахунок громадян та бізнесу.
- Відсутність регулювання центробанком величини обов'язкових резервів банків. Банки самостійно можуть змінювати цей показник, таким чином, вводиться відповідальність окремо взятого банку, адже в разі проблем з виплатами депозитів, довіра до його власній валюті знизиться.

## Цитати
- Бо у всіх країнах світу, як я вважаю, скупість і несправедливість государів і державної влади, які зловживали довірою підданих, поступово зменшили дійсний вміст металу, що спочатку містився в їхніх монетах. — Адам Сміт, «Багатство народів»
- Наш власний висновок … полягає в тому, що передача грошових і банківських визначень на розсуд ринку призвела б до більш задовільного результату, аніж той, що нині досягнутий завдяки державному втручанню. — Мілтон Фрідман, лауреат Нобелівської премії з економіки, «Has Government Any Role in Money?», Journal of Monetary Economics № 17, 1986, стор 37-62.